# Dolichosybra elongata
Dolichosybra elongata är en skalbaggsart som beskrevs av Stefan von Breuning 1942. Dolichosybra elongata ingår i släktet Dolichosybra och familjen långhorningar. Inga underarter finns listade i Catalogue of Life.